# Phacelia idahoensis
Phacelia idahoensis är en strävbladig växtart som beskrevs av L. F. Henderson. Phacelia idahoensis ingår i Faceliasläktet som ingår i familjen strävbladiga växter. Inga underarter finns listade i Catalogue of Life.